# Hércules Brito Ruas
Hércules Brito Ruas (Rio de Janeiro, 9 augustus 1939), beter bekend als Brito, is een Braziliaanse voormalige voetballer die als verdediger speelde bij verschillende Braziliaanse clubs en het Braziliaans elftal. Hij maakte deel uit van het nationale elftal dat wereldkampioen werd op het WK 1970 in Mexico.

## Clubcarrière
Brito begon zijn carrière op 16-jarige leeftijd bij Vasco da Gama, waar hij tevens groot fan van was, en werd bij de club opgeleid als vervanger van tweevoudig wereldkampioen Hilderaldo Bellini. Bij deze club speelde hij in totaal voor meer dan 14 jaar, met een korte onderbreking in 1960 bij Internacional, en won hier onder andere het Torneio Rio-São Paulo. In 1969 maakte hij de overstap naar stadsgenoot Flamengo, en viel hij op in de Braziliaanse competitie wat tot een selectie voor het WK 1970 leidde. 
Kort na het WK in Mexico werd hij door Flamengo uitgeleend aan Cruzeiro doordat hij een ruzie gekregen had met trainer Yustrich. Tijdens zijn verhuurperiode bereikte de club de halve finales van de Robertão (het Braziliaanse kampioenschap van die tijd) en Brito werd geselecteerd voor de eerste Zilveren Bal door het nieuw opgerichte tijdschrift Placar. Aan het einde van zijn huurperiode verkocht Flamengo hem aan Botafogo.
In 1971, tijdens een klassieker tussen Botafogo en zijn oude club Vasco da Gama, sloeg de verdediger scheidsrechter José Aldo Pereira nadat hij een penalty had toegekend. Voor die agressie kreeg hij van de Braziliaanse voetbalbond een schorsing van een jaar.
Na drie jaar bij Botafogo speelde Brito nog bij verschillende andere Braziliaanse clubs, en hij maakte in 1975 een uitstap naar de Canadese en Venezolaanse competitie, alvorens hij in 1979 een punt zette achter zijn carrière.

## Interlandcarrière
Brito maakte zijn debuut voor het Braziliaanse elftal op 30 mei 1964 tijdens een vriendschappelijke interland tegen Engeland. In totaal speelde hij 46 interlands voor de Seleção, en speelde hij op twee wereldkampioenschappen.
Hij werd in 1966 geselecteerd voor het WK 1966 in Engeland en kwam op het toernooi, dat uitermate teleurstellend verliep doordat Brazilië strandde in de groepfase, één wedstrijd als basisspeler in actie. Ook voor het WK 1970 werd Brito geselecteerd, en hij groeide op dat toernooi uit tot sterkhouder in de verdediging van de Brazilianen. Brito speelde alle wedstrijden, inclusief de gewonnen finale tegen Italië, en won met het team de derde wereldtitel voor Brazilië.

## Erelijst

### Club

#### Vasco da Gama
- Winnaar Campeonato Carioca: 1956
- Winnaar Taça Guanabara: 1965
- Winnaar Torneio Rio-São Paulo: 1966

### Land
- Wereldkampioen voetbal: 1970
- Kampioen Copa Roca: 1971
- Kampioen Taça Independência: 1972

### Individueel
- Placar's Bola de Prata (Zilveren Bal): 1970

1 Félix ·
2 Brito ·
3 Piazza ·
4 Carlos Alberto  ·
5 Clodoaldo ·
6 Marco Antônio ·
7 Jairzinho ·
8 Gérson ·
9 Tostão ·
10 Pelé ·
11 Rivellino ·
12 Stinghen ·
13 Roberto ·
14 Baldocchi ·
15 Fontana ·
16 Everaldo ·
17 Joel ·
18 Paulo Cézar Caju ·
19 Edu ·
20 Dario ·
21 Zé Maria ·
22 Leão ·
Coach: Zagallo